# Акишма
Аки́шма — река на Дальнем Востоке России, правый приток Нимана.
Длина — 196 км, площадь бассейна — 4010 км². Исток — на южных склонах хребта Эзоп в Хабаровском крае. Большей частью протекает по территории Амурской области.
Населённых пунктов на реке нет. В 30 км восточнее верховий Акишмы расположен посёлок Софийск Верхнебуреинского района Хабаровского края, примерно в 150 км к северо-западу — пос. Ольгинск Селемджинского района Амурской области.
Предположительно название реки произошло от эвенкийского аргиш — «караван, упряжка оленей».

## Данные водного реестра
По данным государственного водного реестра России относится к Амурскому бассейновому округу, речной бассейн реки — Амур, речной подбассейн реки — Бурея, водохозяйственный участок реки — Бурея от истока до Бурейского гидроузла.
Код объекта в государственном водном реестре — 20030500112118100042788.

## Притоки
Объекты перечислены по порядку от устья к истоку.
- 13 км: Горный
- 14 км: Прохладный
- 25 км: Олоно
- 35 км: Огибкан
- 44 км: Датык
- 62 км: Малый Курум
- 65 км: Большой Курум
- 69 км: Онкондя
- 83 км: Батур
- 86 км: Малый Ягмакит
- 87 км: Малые Нанаки
- 92 км: Большие Нанаки
- 102 км: Кывыты
- 111 км: Эльга
- 116 км: Талома
- 117 км: Демгукан
- 120 км: Эльгакан
- 127 км: Малый Амнус
- 134 км: Большой Амнус
- 141 км: Дмитриевская-Эльга
- 149 км: Амакан
- 150 км: Колболок
- 152 км: река без названия
- 172 км: Токур